# Storena beauforti
Storena beauforti là một loài nhện trong họ Zodariidae.
Loài này thuộc chi Storena. Storena beauforti được Wladislaus Kulczynski miêu tả năm 1911.